# Моисеево (Тамбовская область)
Моисеево —  село в Уваровском районе Тамбовской области России. 
Входит в Подгорненский сельсовет.

## География
Расположено на реке Ворона, в 6 км к востоку от южных окраин районного центра, города Уварово.  В 2 км к югу находится бывший центр сельсовета село Верхнее Чуево, а в 7 км к западу нынешний центр сельсовета село Подгорное.

## История
До 2013 года село входило в состав Верхнечуевского сельсовета.

## Население
| 2002 | 2010 |
| ---- | ---- |
| 584  | ↘476 |

Согласно результатам переписи 2002 года, в национальной структуре населения русские составляли 92 % от жителей.